# لوحة الحرب والسلم السومرية
لوحة الحرب في أور قطعة أثرية وجدت كصندوق خشبي مجوف يبلغ عرضه 21.59 سم (8.50 بوصة) بعرض 49.53 سم (19.50 بوصة) ، مطعمة بفسيفساء من الصدف و الحجر الجيري الأحمر و اللازورد. و أصلها من مدينة أور القديمة(التي تقع اليوم في العراق جنوب بغداد). و يعود تاريخها إلى عصر فجر السلالات وهو 4،600 سنة ربما تم بناء اللوحة في شكل صندوق خشبي مجوف بمشاهد من الحرب والسلام ممثلة في كل جانب من خلال فسيفساء مطعمة بشكل متقن. بينما يصور جانب آخر حياة العمل والسياسة في أور. على الرغم من أن مُفسِره يُفسره كلوحة، إلا أن غرضه الأصلي لا يزال غامضًا. و تم العثور عليه في مقبرة ملكية في أور في عشرينيات القرن العشرين بجوار الهيكل العظمي لرجل كان قد ضحى طقوسياً والذي ربما كان حامله. وهي معروضة الآن، في شكل أعيد بناؤه في المتحف البريطاني في لندن.

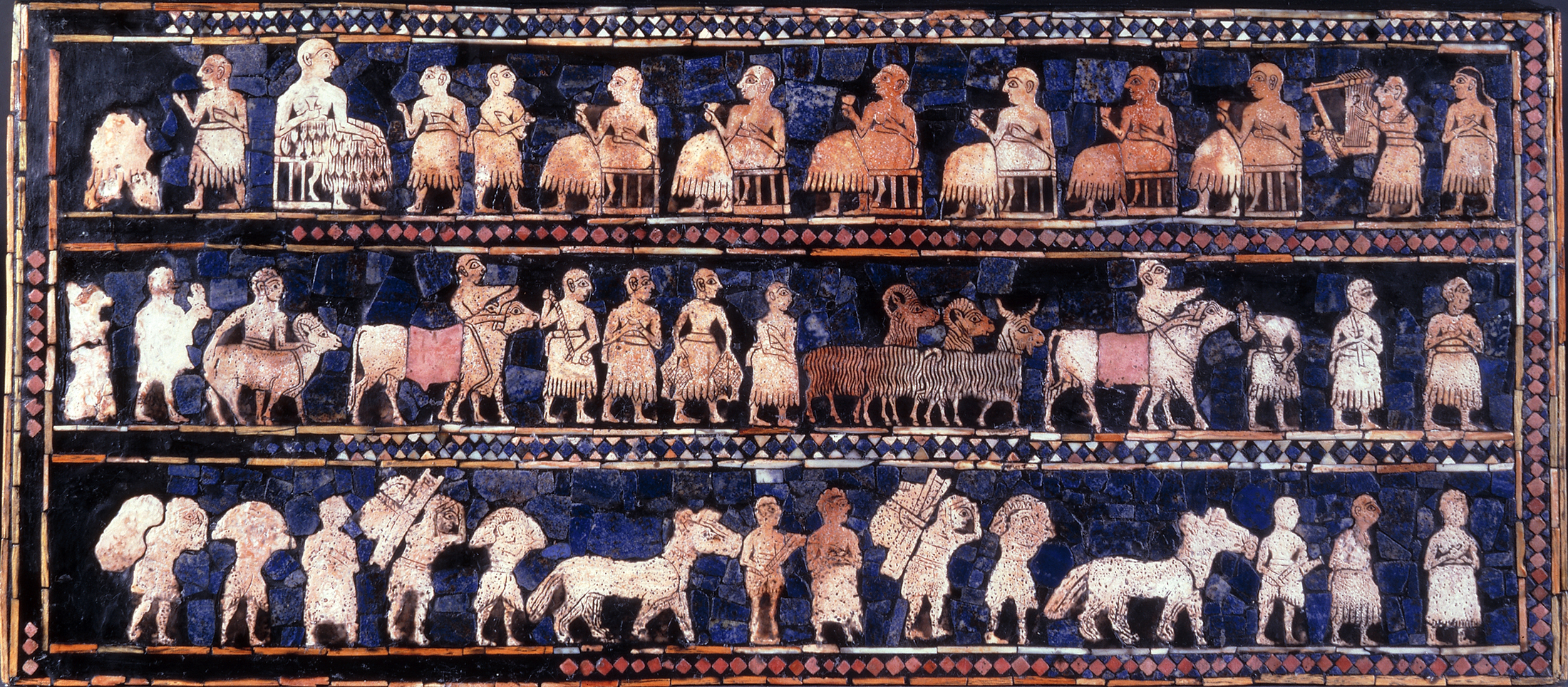
جانب السلم من لوحة الحرب والسلم السومرية

## تاريخ
عثر على القطعة الأثرية في واحدة من أكبر المقابر الملكية في المقبرة الملكية في أور، مقبرة PG 779، المرتبطة بأور-بابيلساج، الملك الذي توفي حوالي 2550 قبل الميلاد. كشفت الحفريات التي قام بها السير ليونارد وولي في بلاد ما بين النهرين في الفترة ما بين 1927-1928 عن القطعة الأثرية الموجودة في زاوية إحدى الغرف، بالقرب من كتف رجل ربما كان قد حملها على عمود. لهذا السبب، فسره وولي على أنه حامل اللواء، وأعطى الجسم اسمه الشائع، على الرغم من فشل التحقيقات اللاحقة في تأكيد هذا الافتراض. وكان هذا الاكتشاف غير متوقع على الإطلاق، حيث أن القبر الذي حدث فيه قد نهبه اللصوص بالكامل في العصور القديمة. أثناء تطهير أحد أركان الغرفة الأخيرة، اكتشف أحد العمال قطعة من القذائف المطعمة. يتذكر وولي لاحقًا أنه «في اللحظة التالية، قامت يد رئيس العمال بتنظيف الأرض بعناية، وكشفت زاوية فسيفساء من اللازورد والصدفة.»
لقد نجا حامل لواء أور في حالة مجزأة فقط. تسببت ويلات الزمن على مدى أكثر من أربعة آلاف عام في تحلل الإطار الخشبي والغراء البيتوميني الذي ثبت الفسيفساء في مكانه. لقد أدى وزن التربة إلى سحق الجسم وتفتيته وكسر ألواحه النهائية. وهذا جعل التنقيب عن حامل اللواء مهمة صعبة. طُلب من منقبي وولي البحث عن التجاويف في الأرض التي أحدثتها الأجسام المتحللة وملئها بالجص أو الشمع لتسجيل شكل الأشياء التي ملأتها ذات يوم، مثل قوالب الجبس الشهيرة لضحايا بومبي. وعندما اكتشف المنقبون بقايا اللواء، وجدوا أن قطع الفسيفساء حافظت على شكلها في التربة، بينما تفكك إطارها الخشبي. لقد كشفوا بعناية عن أجزاء صغيرة تبلغ مساحتها حوالي 3 سم مربع (0.47 بوصة مربعة) وقاموا بتغطيتها بالشمع، مما أتاح رفع الفسيفساء مع الحفاظ على تصميماتها الأصلية.

## وصف
الشكل الحالي للقطعة الأثرية هو إعادة بناء، ويقدم أفضل تخمين لمظهره الأصلي. فسر على أنه صندوق خشبي مجوف يبلغ عرضه 21.59 سم (8.50 بوصة) وطوله 49.53 سم (19.50 بوصة)، مرصع بفسيفساء من الصدفة والحجر الجيري الأحمر واللازورد. الصندوق ذو شكل غير منتظم مع قطع نهائية على شكل مثلثات مبتورة، مما يجعله أوسع في الأسفل منه في الأعلى.
تغطي ألواح الفسيفساء المطعمة كل جانب طويل من اللواء. يقدم كل منها سلسلة من المشاهد المعروضة في ثلاثة سجلات: العلوي؛ وسط؛ والقاع. أُطلق على الفسيفساء اسم «الحرب» و«السلام» بسبب موضوعهما، حيث تمثلان على التوالي حملة عسكرية ومشاهد من مأدبة. أظهرت الألواح الموجودة في كل طرف في الأصل حيوانات خيالية، لكنها تعرضت لأضرار جسيمة أثناء دفنها، على الرغم من ترميمها منذ ذلك الحين. يستخدم كلا الجانبين نسبة هرمية في تصوير أشكال الفن، حيث يظهر الأفراد الأكثر أهمية أكبر من الأفراد الأقل أهمية.

### مشاهد الفسيفساء
«الحرب» هي واحدة من أقدم تمثيلات الجيش السومري، الذي شارك في ما يعتقد أنه مناوشة حدودية وعواقبها. تُظهر لوحة «الحرب» الملك في منتصف السجل العلوي، وهو يقف أطول من أي شخصية أخرى، ويبرز رأسه خارج الإطار للتأكيد على مكانته العليا - وهو جهاز يستخدم أيضًا في اللوحة الأخرى. يقف أمام حارسه الشخصي وعربة ذات أربع عجلات، يجرها فريق من نوع ما من الخيليات (ربما حمار وحشي أو حمير منزلية؛ ولم يتم إدخال الخيول إلا في الألفية الثانية قبل الميلاد بعد استيرادها من آسيا الوسطى). وهو يواجه صفاً من السجناء، الذين تم تصويرهم جميعاً على أنهم عراة ومقيدون ومصابون بجروح كبيرة تنزف في صدورهم وأفخاذهم - وهو جهاز يشير إلى الهزيمة والذل. في السجل الأوسط، يوجد ثمانية جنود تم تصويرهم بشكل متطابق تقريبًا يفسحون المجال لمشهد المعركة، يليه تصوير للأعداء الذين تم أسرهم واقتيادهم بعيدًا. ويظهر الجنود وهم يرتدون عباءات وخوذات جلدية. وعثر على أمثلة فعلية لنوع الخوذة الموضحة في الفسيفساء في نفس القبر. ربما لم يكن المقصود من عري الأعداء الأسرى والموتى تصوير كيفية ظهورهم في الحياة الواقعية حرفيًا، ولكن من المرجح أن يكون رمزيًا ومرتبطًا بمعتقد بلاد ما بين النهرين الذي ربط الموت بالعري.